# Prasangika
Prasangika – jedna ze szkół madhjamaki, czyli tzw. „Środkowej Drogi” opisującej naturę rzeczywistości, tj. Siunjatę. Podobnie jak inne tradycje „drogi środka” uznaje, by nauki przedstawiać poza skrajnościami popadnięcia w omylnie rozumiany stan „pustości” (skt. Sunjata) jako nicości nihilizmu oraz popadnięcia w eternalizm (pogląd inherentnego, wrodzonego i niezależnego istnienia zjawisk). Prasangikę odróżnia to, że wyłącznie obala błędy innych systemów doprowadzając je do absurdu poprzez negację reductio ad absurdum inaczej zwaną prasanga (stąd jej nazwa).

## Geneza i krótki opis
W Indiach nie dzielono madhjamaki na oddzielne podszkoły, a jedynie wyróżniano różne sposoby i narzędzia stosowne dla danej tematyki bądź debaty bazując przeważnie na stanowiskach dostosowanych do oponenta bądź na negacji stanowisk oponenta. Dziamgon Kongtrul Lodro Thaje (1813-1899) przytacza, że w buddyjskich Indiach, np. w instytucie Nalanda, debaty filozoficzne występowały głównie pomiędzy uczonymi w Abhidharmie a madhjamikami albo zwolennikami jogaczary a madhjamikami.
Nie jest jednoznaczne czy Buddhapalita (400-450) ustanowił (jako pierwszy) termin prasangika.
Najstarsze obecnie zapiski historyczne o tym, jak mógł wyglądać najwcześniejszy buddyzm, pochodzą, co ciekawe, od Pyrrona z Elidy (ur. ok. 360 p.n.e., zm. ok. 286 p.n.e.). Ich rekonstrukcja dowodzi istnienia już wtedy metod, których dopatruje się dopiero w madhjamace. Metody te, takie jak reductio ad absurdum, tetralemma, soteriologiczna wolność od skrajności (poglądów) tzw. ataraksja, były już obecne u Pyrrona, i nie jest pewne, czy pochodziły więc tylko od Azjatów. Tym niemniej Buddhapalita we wstępie swego dzieła do „Mula-madhyamaka-karika” zanegował wszystkie cztery rodzaje inherentnego powstawania (powstawania z siebie, z czegoś innego, z tych obu, z żadnych z nich, zgodnie z dowodzeniem „Wadżra-iskier” Nagardżuny), które jak twierdził przyjmowały błędnie inne systemy buddyjskie bądź nie-buddyjskie. Bhavaviveka (500-578 r n.e, uznany za twórcę swatantriki) odparł to twierdząc, że nie można tego jednak wykazać autonomicznie (w ramach uprawomocnienia własnego unikalnego stanowiska zwanego svatantra aby wyróżnic się na tle innych systemów). Czandrakirti (600–650) wykazał popierając Bhavavivekę, że w ten sposób system Buddhapality nie podlega błędom innych systemów, jedynie gdy nie wykazuje autonomicznego stanowiska (svatantra), ale w zamian tego wyłącznie obala inne systemy doprowadzając do absurdu ich autonomiczne stanowiska (reductio ad absurdum inaczej prasanga).
Dopiero Congkhapa opisuje, że powyższa polemika pomiędzy uczonymi przyczyniła się do podziału między Prasangikę a Swatantrikę. Podział ten stosuje się obecnie w buddyzmie tybetańskim. Tutaj Prasangika nie utrzymuje żadnych autonomicznych poglądów (stanowisk) a wykazuje jedynie błędy innych systemów analizując je do momentu, aż nie zostaną porzucone. W analizie nie utrzymywanie własnego stanowiska nie daje również możliwości popadnięcie w błąd, który mógłby być również w stosunku do niego wykazany. Głównym dziełem Czandrakirtiego jest „Wykładnia Środkowej Ścieżki” (sanskryt: Madhjamakavatara).
Jednym z powodów stosowania negacji prasanga prasangiki jest to, że zjawiska są wyodrębniane jako inherentnie samo z siebie istniejące tylko poprzez ogólnikowe konceptualne imputacje z myśli i nazw. Można przytoczyć tu przykład kwiatu. Pomimo że takie zjawisko, które identyfikujemy konceptualnie jako kwiat, można ujrzeć i zerwać, jednak ostatecznie nie jest to „kwiat” jako taki, ale niepowtarzalne zjawisko, składające się z niepoliczalnych części, całkowicie współzależne od swego otoczenia oraz całkowicie różne od pozostałych „kwiatów”. Prasangika więc obala dlatego wszelkie konceptualne twierdzenia na temat zjawisk i wskazuje, że pełne zrealizowanie zjawisk, tj. siunjata, możliwe jest tylko poza konceptualnymi wytworami.

## Prasangika w buddyzmie tybetańskim
W tradycji gelug buddyzmu tybetańskiego szczególną uwagę przykłada się do poglądu prasangiki i opiera się tu na unikalnych naukach Congkhapy (1357-1419 r. n.e.), który udowadniał w nich, że prasangika jest najwyżej cenioną i kompletną doktryną buddyjską. Tsongkhapa odrzucał (stosując reductio) wszelkie autonomiczne stanowiska, włączając całą swatantrikę, a to co utrzymywał odnosiło się tylko współzależnie w stosunku do tych obalanych stanowisk i nie będąc również jego autonomicznym stanowiskiem. W swym głównym dziele „Lamrim czenmo” napisał:
„My podążamy za zwolennikami systemu prasangiki. Co więcej, jak było wyjaśnione powyżej, obalamy inherentną wrodzoną naturę nawet konwencjonalnie; tym niemniej wszystko co było powiedziane o cyklicznej egzystencji (samsarze) i nirwanie jest w pełni kompatybilne z tym obaleniem. Mając to na uwadze, powinno się poznać wnikliwie wiedzę na temat tego, że cykliczna egzystencja (samsara) i nirwana są nadal możliwe (włączając nauki o naturze buddy)”.
Tym niemniej w szkole gelug kładzie się nacisk na autentyczne bezpośrednie doświadczenie pustości (skt. siunjata), które możliwe jest dopiero za pomocą innych metod tj. metod wadżrajany poprzez praktykę tantr jogi najwyższej (co nie stoi również w sprzeczności z argumentacjami prasangiki).
Jednakże Congkhapa w swojej prasangice wyróżnia podział na dwie osobne prawdy – konwencjonalną oraz ostateczną, gdzie wykazuje się współzależne istnienie zgodnie z prawem przyczynowo-skutkowym karma tylko na poziomie prawdy konwencjonalnej oraz brak inherentnego istnienia tylko w stosunku do prawdy ostatecznej. Prawda konwencjonalna posiada taka samą wagę jak prawda ostateczna. W praktyce buddyjskiej zarówno prawda konwencjonalna, jak i ostateczna są coraz bardziej pogłębiane w miarą rozwoju oświecenia. Brak inherentnej egzystencji utrzymywany jest, pomimo unikalności współzależnych zjawisk, początkowo tylko konceptualnie (jako jeden rodzaj konceptualności; ang. just one class of conceptuality), a na poziomach bodhisattwy poza-konceptualnie, aż do czasu doskonałego oświecenia. Podczas tego oświecenia realizuje się całkowitą współzależność wszystkich zjawisk z równoczesnym urzeczywistnieniem braku ich wrodzonej, inherentnej egzystencji. Stan ten, w którym jest jednoczesne i całkowite zjednoczenie dwóch osobnych prawd, konwencjonalnej i ostatecznej, jest dla Congkhapy stanem zrealizowania buddy.
W przeciwieństwie do tego główne nurty prasangiki szkół kagju, sakja i ningma (Gorampy Sönam Senge (1429-1489 r. n.e.), VIII Karmapy Mikjo Dordże (1507–1554 r. n.e.), Dziu Miphama („Mipham Wielki”, 1846-1912)) wykazują, że wszelkie podziały „prawdy” odnoszą się tylko do poziomu konwencjonalnego, czyli złudnego, tylko wydającego się (konceptualnie), a poziom ostateczny można zrealizować przekraczając wszelkie podziały oraz wszystkie punkty odniesienia, takie jak istnienie, nie-istnienie, zarówno istnienie i nie-istnienie, ani istnienie i ani nie-istnienie, dotyczące czy to poziomu konwencjonalnego, czy to ostatecznego (w zgodzie z dowodzeniem „Wadżra-iskier” Nagardżuny). Prawda ostateczna jest poza domeną umysłu uwarunkowanego a całkowite zrozumienie współzależności wszystkich zjawisk (tj. totalne zrozumienie prawdy konwencjonalnej) również niemożliwe do uchwycenia przez umysł. „Całkowite Oświecenie (skt. anuttarā samyak-saṃbodhi) wykracza poza umysł (poza jego dualistyczne (subiekt-obiekt) i konceptualne stany).
Natomiast w innych ujęciach madhjamaki na prasangikę np. według szkoły tybetańskiej szentong lub według tybetańskiej swatantriki oraz według ujęcia jogaczara, krytykuje się stosowanie wyłącznie prasangiki za to, że tylko stosuje się w niej negowanie innych poglądów, przekraczając wszelkie konceptualne wytwory, by nie musieć opisywać ostatecznej doskonałej poza-konceptualnej natury zjawisk i umysłu (poprzez stanowiska autonomiczne), takiej jaka jest np. bezpośrednio doświadczana w praktykach wadżrajany lub dzogczen. W szczególności doktryna jogaczary, często mylona z czittamatrą, wskazuje, że stan wyzwolenia poza wszelkimi punktami odniesienia umożliwia dostęp do niezakrytej przez owe podziały czy konceptualne odniesienia natury buddy, która jest potencjałem wszystkich oświeconych właściwości.

## Literatura
- Krzysztof Jakubczak: Madhjamaka Nagardżuny. Filozofia czy terapia?. Księgarnia Akademicka, 2010. ISBN 978-83-7638-061-2. (pol.). Brak numerów stron w książce
- Khenpo Tsultrim Giamtso Rinpocze: Stopnie Medytacji Pustki. Szczecin: Marpa Translation Committee, 1997. (pol.). Brak numerów stron w książce
- Khenpo Tsultrim Giamtso Rinpocze: Słońce mądrości. Szczecin: Marpa Translation Committee, 2005. (pol.). Brak numerów stron w książce
- Jim Scott: Dwie Prawdy. Szczecin: Marpa Translation Committee, 1995. (pol.). Brak numerów stron w książce